# Mieczysław Wątorski

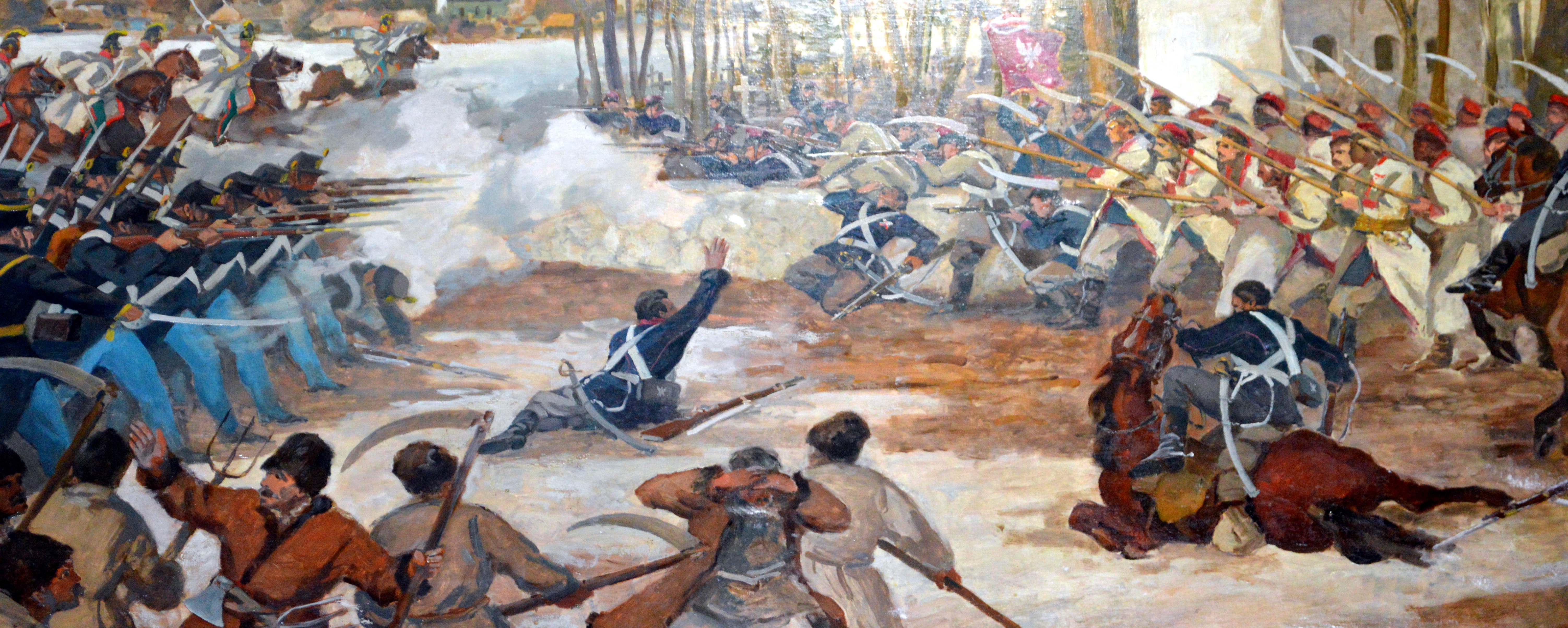
Bitwa pod Gdowem, obraz olejny Mieczysława Wątorskiego

Mieczysław Wątorski (ur. 8 listopada 1903 w Krakowie, zm. 18 marca 1979 tamże) – malarz, grafik, projektant znaczków pocztowych, nauczyciel akademicki.

## Życiorys
Był długoletnim pracownikiem dydaktycznym w Akademii Sztuk Pięknych im. Jana Matejki w Krakowie. Otrzymał tytuł profesora. Od 1950 należał do Związku Polskich Artystów Plastyków.
Był żonaty z Marią (1904–1998), z którą miał córkę – Magdalenę (1949–1992). Po śmierci spoczął na cmentarzu Parafialnym w Krakowie.

## Twórczość
Jako malarz znany jest przede wszystkim z przedstawiania scen z końmi, które były jednym z jego ulubionych tematów. Pojawiały się na obrazach ukazujących zawody konne, polowania i przejażdżki. Malował je także w scenach batalistycznych, które pokazywały m.in. wojska  Napoleona Bonaparte. Nie stronił jednak od malowania pejzaży czy martwej natury. Posługiwał się głównie techniką olejną, ale tworzył też akwarele. Poza malarstwem zajmował się jeszcze grafiką, również użytkową. Dla Poczty Polskiej projektował znaczki i kartki pocztowe.

### Obrazy, grafiki i rysunki
- Konie (miniatura), 1944
- Walka o Wał Pomorski, 1945
- Zimowa geometria, 1945
- Wiejska droga wysadzana wierzbami w okolicach Dobczyc zimą, 1946
- Planty krakowskie, 1947
- Polowanie par force
- Konna przejażdżka
- Jeźdźcy/Pejzaż (obraz dwustronny)
- Zmiana koni na stacji pocztowej
- Bitwa pod Gdowem
- Na patrolu
- Śmierć Dembowskiego (grafika)
- Astry, 1954
- Aresztowanie profesorów, 1956
- Galopada
- Gra w polo
- Wóz z sianem na drodze polnej
- Pejzaż z domem
- Synagoga, ok. 1960
- Szarża ułańska (litografia)
- Dyliżans na Placu Zamkowym (tempera)
- Książę Józef i Joachim Murat na Placu Zamkowym w Warszawie, 1965
- Przesłuchanie więźnia przez Gestapo (rysunek), 1965
- Droga do krematorium (rysunek)
- Zagłada getta w Krakowie (I)
- Zagłada getta w Krakowie (II)
- Kwiaty w wazonie (akwarela)
- Potok w lesie
- Łabędzie
- Kogut
- Wielbłąd
- Abstract
- Zabawa
- Portret Żydówki – kopia wg Amadeo Modiglianiego

### Znaczki pocztowe
- 535. rocznica bitwy pod Grunwaldem, 1945
- Udział Polaków w wojnie domowej w Hiszpanii, 1946
- 25. rocznica III Powstania Śląskiego, 1946
- Świat pracy (seria, nr kat. 439), 1947
- 100 lecie Wiosny Ludów (seria, nr kat. 450), 1948
- Bolesław Bierut (seria), 1948
- Adam Mickiewicz – Fryderyk Chopin – Juliusz Słowacki (seria), 1949

### Kartki pocztowe
- Ignacy Daszyński (Cp 102I), Ignacy Daszyński • XXVII Kongres PPS (Cp 102II), 1947
- Alegoria Wiosny Ludów (Cp 107) – na rewersie 20 różnych wzorów obrazków z życzeniami wielkanocnymi Wesołego Alleluja, 1948
- Wydanie prowizoryczne (Cp 110 IAB i IIAB) – na rewersie ilustracje 7 i 11 z kartki Cp 107, 1949
- Wydanie prowizoryczne kartki nr Cp 102I (Cp 118), 1949
- Festiwal Sztuki • Dni Krakowa (seria), 1956

## Upamiętnienie
Fragment jego obrazu Zmiana koni na stacji pocztowej został przedstawiony na znaczku Poczty Polskiej (nr kat. 3477) z serii Światowy Dzień Poczty, zaprojektowanej przez Stefana Małeckiego i wydanej w 1996.